# Lički Novi
Lički Novi falu Horvátországban Lika-Zengg megyében. Közigazgatásilag Gospićhoz tartozik.

## Fekvése
Gospićtól légvonalban 5 km-re közúton 6 km-re délnyugatra a Likai-mezőn, a Gospićról Karlobagra menő 25-ös számú főúttól délre a Novčica partján fekszik.

## Története
A falu feletti Novigrad várát 1449-ben a Frangepánok birtokmegosztásakor említik először, amikor Dujam birtoka lett. Őt 1464. július 22-én kelt oklevelében Mátyás király is megerősíti a vár birtokában. A 16. század elején Zrínyi Miklós sógorának, Karlovich Ivánnak a tulajdona volt. 1527-ben a Lika nagy részével együtt elfoglalta a török és a várat megerősítette. Novi vára volt a székhelye Senković Rizvan agának, aki innen igazgatta likai birtokait. 1689. június 15-én elfoglalták a Marko Mesić és Stojan Janković vezette horvát hadak, eleste után a környék kisebb várai harc nélkül kerültek horvát kézre. 1691-ben Mesić horvátokat telepített le ide. 1692-ben a 3200 fős török sereg visszafoglalta, kirabolta és felgyújtotta, de Mesić a Kurjaknál fekvő Tušica-völgyben megverte őket. Már 1695-ben felépült Páduai Szent Antal tiszteletére szentelt első fatemploma. Az 1723-as egyházlátogatáskor Pohmajević püspök már falazott templomot és plébániaházat talált itt. 1733-ban Benzoni püspök azt írja, hogy néhány évvel korábban megújították a tetőt és a falakat, melyeket két könyökkel megemeltek. Plébániája az akkori Gospićot is magában foglalta. A falunak 1857-ben 1088, 1910-ben 948 lakosa volt. A trianoni békeszerződés előtt Lika-Korbava vármegye Gospići járásához tartozott. Ezt követően előbb a Szerb-Horvát-Szlovén Királyság, majd Jugoszlávia része lett. 1942. június 23-án hajnalban partizánok támadták meg a falut és a plébánost a szerbek lakta Divoseloba hurcolták. 1991-ben lakosságának 99 százaléka horvát volt. 1991-ben a független Horvátország része lett. Szeptember 13-án a szerbek támadásában a templom is megsérült, majd 17-én egy újabb bombatámadásban az épület ki is gyulladt. A templomból csak néhány miseruhát és tárgyat sikerült megóvni, melyeket a plébános korábban a hívek házaiba menekített, minden egyéb a lángok martaléka lett. Megsemmisült a templom legértékesebb berendezési tárgya a Szent Antal szobor is. A háború után a templomot alapjaitól kellett újjáépíteni. A falunak 2011-ben 297 lakosa volt.

## Lakosság
| Lakosság változása | Lakosság változása | Lakosság változása | Lakosság változása | Lakosság változása | Lakosság változása | Lakosság változása | Lakosság változása | Lakosság változása | Lakosság változása | Lakosság változása | Lakosság változása | Lakosság változása | Lakosság változása | Lakosság változása | Lakosság változása |
| ------------------ | ------------------ | ------------------ | ------------------ | ------------------ | ------------------ | ------------------ | ------------------ | ------------------ | ------------------ | ------------------ | ------------------ | ------------------ | ------------------ | ------------------ | ------------------ |
| 1857               | 1869               | 1880               | 1890               | 1900               | 1910               | 1921               | 1931               | 1948               | 1953               | 1961               | 1971               | 1981               | 1991               | 2001               | 2011               |
| 1.088              | 858                | 828                | 949                | 1.042              | 948                | 963                | 985                | 899                | 851                | 739                | 635                | 495                | 437                | 343                | 297                |

## Nevezetességei
- A falu feletti magaslaton találhatók Novi (más néven Novigrad) várának csekély maradványai. A vár formájáról ma már csak a bécsi hadilevéltárban őrzött rajz alapján lehet képet alkotni. Eszerint a belső vár szabálytalan ötszög alaprajzú volt, benne egy torony, a várpalota és a várkápolna állt. Körülötte volt a külsővár, melyet északról még egy kisebb elővár is védett. Ez előtt is állt még egy kisebb kápolna.
- Páduai Szent Antal tiszteletére szentelt plébániatemploma eredetileg a 18. század első felében épült, de az a templom 1991 szeptemberében teljesen leégett. A mai templom a háború után 1999 és 2001 között épült fel. Az újjáépítés során a templom területén régészeti feltárások folytak, mely során régi sírok kerültek elő ékszer mellékletekkel.